# Senthil
Senthil (ur. 23 marca 1951 w Ilanjambore) – indyjski aktor.
Urodził się w Ilanjambore w dystrykcie Ramanathapuram na terenie dzisiejszego stanu Tamil Nadu. Początkowo grał w teatrze, pracę w przemyśle filmowym rozpoczął w 1979, grając w Pasi. Wciela się głównie w bohaterów komediowych, często pojawia się na ekranie razem z Goundamanim. Występował w obrazach realizowanych w tamilskim, malajalam, telugu i kannada. Jego filmografia obejmuje przeszło 200 tytułów. Jest członkiem AIADMK, angażował się w kampanie wyborcze tego ugrupowania.